# Tourbières et lacs de Chapelle-des-Bois et de Bellefontaine les Mortes
Tourbières et lacs de Chapelle-des-Bois et de Bellefontaine les Mortes este o arie protejată (sit de importanță comunitară — SCI) din Franța întinsă pe o suprafață de 320 ha, integral pe uscat.

## Localizare
Centrul sitului Tourbières et lacs de Chapelle-des-Bois et de Bellefontaine les Mortes este situat la coordonatele 46°35′11″N 6°06′26″E / 46.58639°N 6.10722°E.

## Înființare
Situl Tourbières et lacs de Chapelle-des-Bois et de Bellefontaine les Mortes a fost declarat arie specială de conservare în baza directivei 92/43 din 1992 referitoare la conservarea habitatelor naturale și a faunei și florei sălbatice pentru a proteja 1 specie de plante și 6 specii de animale.

## Biodiversitate
Situată în ecoregiunea continentală, aria protejată conține 15 habitate naturale: Lacuri și iazuri distrofice naturale, Cursuri de apă de la nivel de câmpie la nivel montan, cu vegetație Ranunculion fluitantis și Callitricho-Batrachion, Fânețe montane, Turbării active, Mlaștini turboase de tranziție și turbării mișcătoare, Depresiuni pe substraturi de turbă de Rhynchosporion, Mlaștini împădurite, Grohotișuri silicioase de la nivelul montan până la nivelul zăpezii (Androsacetalia alpinae și Galeopsietalia ladani), Păduri de fag Asperulo-Fagetum, Pajiști cu Molinia pe soluri calcaroase, turboase sau argilos-nămoloase (Molinion caeruleae), Lacuri eutrofice naturale cu vegetație de tip Magnopotamion sau Hydrocharition, Ape puternic oligomezotrofe cu vegetație bentonică cu Chara spp., Liziere de ierburi înalte hidrofile de câmpie și de nivel montan până la alpin, Mlaștini alcaline, Pajiști uscate seminaturale și facies de acoperire cu tufișuri pe substraturi calcaroase (Festuco-Brometalia) (* situri importante pentru orhidee).
La baza desemnării sitului se află mai multe specii protejate:
- plante (1): Hamatocaulis vernicosus
- nevertebrate (6): fluturele auriu (Euphydryas aurinia), Graphoderus bilineatus, libelule (Leucorrhinia pectoralis), Lycaena helle, Phengaris nausithous, Vertigo geyeri

Pe lângă speciile protejate, pe teritoriul sitului au mai fost identificate 25 de specii de plante, 7 specii de păsări, 1 specie de amfibieni, 5 specii de nevertebrate, 1 specie de pești.